# Breite Straße 12A (Hannover)

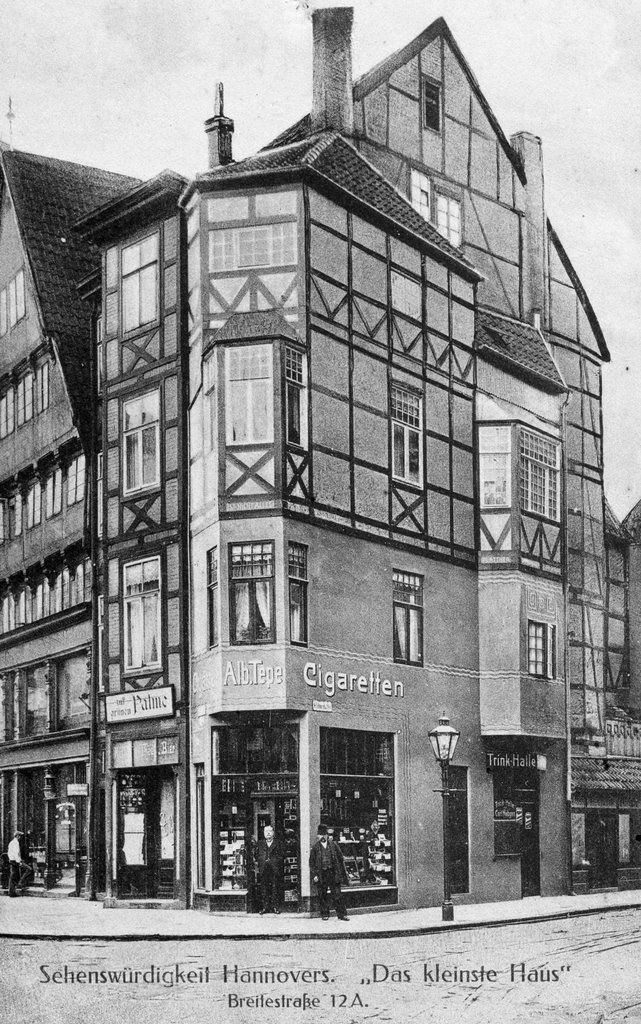
Um 1910: Das Haus Breite Straße 12A Ecke Ebhardtstraße war als „kleinstes Haus Hannovers“ eine Sehenswürdigkeit: Im Eckladen neben dem Gasthaus „Zur grünen Palme“ bot Alb. Tepe Zigaretten an, während weiter links eine Trink-Halle Flüssiges offerierte

Breite Straße 12A, auch Breitestraße 12A lautete die Adresse des „kleinsten Hauses“ in der Altstadt von Hannover. Es galt als Sehenswürdigkeit und war Anfang des 20. Jahrhunderts ein beliebtes Fotomotiv.

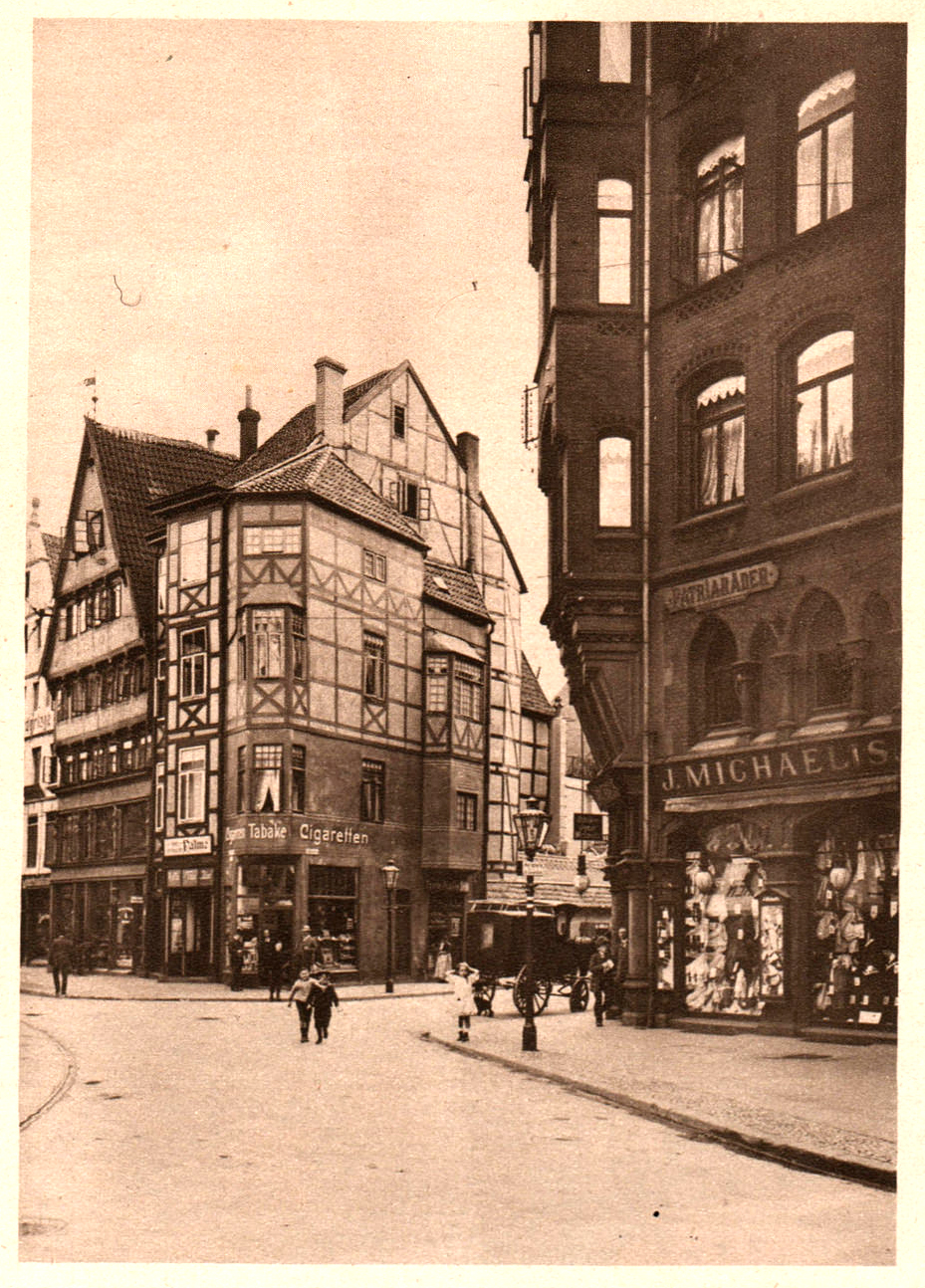
Um 1913: Das Eckgebäude und seine Nachbarbauten aus größerer Entfernung

Das Gebäude, das mit seiner Schmalseite direkt gegenüber dem Turm der Aegidienkirche stand, überdauerte in großen Teilen als eines der wenigen Bauten der Umgegend die Luftangriffe auf Hannover während des Zweiten Weltkrieges. In der Nachkriegszeit glich das Gelände um das kleinste Haus Hannovers einem großflächigen Trümmerfeld, während zumindest die Fassade des Hauses Breite Straße 12A beinahe unversehrt geblieben war.